# Peripatus evelinae
Peripatus evelinae är en klomaskart som först beskrevs av Ernst Marcus 1937.  Peripatus evelinae ingår i släktet Peripatus och familjen Peripatidae. Inga underarter finns listade i Catalogue of Life.